# نموذج كيلينج
نموذج كيلينج في الرياضيات، سمي هذا النموذج على اسم ويلهلم كيلينج، وهو عبارة عن شكل خطي متماثل يلعب دورًا أساسيًا في نظريات الزمر والجبر. توضح معايير كارتن (معيار قابلية الحل ومعيار شبه التبسيط)، كما أن نموذج كيلينج له علاقة وثيقة بتبسيط الجبر.

## التاريخ والاسم
تم تقديم نموذج كيلينج بشكل أساسي في نظرية الجبر بواسطة إيلي كارتن عام 1894 في أطروحته. ظهر الاسم «نموذج كيلينج» لأول مرة في إحدى أوراق أرمان بورل في عام 1951، لكنه ذكر في عام 2001 أنه لا يتذكر سبب اختياره له. يعترف أرمان بورل بأن الاسم تسمية خاطئة، وأنه من الأصح تسميته «نموذج كارتن». لاحظ ويلهلم كيلينج أن معاملات المعادلة المميزة لعنصر شبه بسيط منتظم لجبر ثابتة تحت المجموعة المساعدة، والتي يتبع منها أن نموذج كيلينج (أي معامل الدرجة 2) ثابت، لكنه لم يصنع الكثير من استخدام هذه الحقيقة. كانت النتيجة الأساسية التي استخدمها كارتن هي معيار كارتن، والذي ينص على أن نموذج كيلينج غير متحلل إذا كان الجبر عبارة عن مجموع مباشر من الجبر البسيط.

## النموذج
{\displaystyle \operatorname {ad} (x)(y)=[x,y]}
{\displaystyle B(x,y)=\operatorname {trace} (\operatorname {ad} (x)\circ \operatorname {ad} (y))}